# Гран-при Морбиана (женский)
Гран-при Морбиана (фр. Grand Prix du Morbihan Dames) — шоссейная однодневная велогонка, проходящая по территории Франции с 2011 года. Является женской версией мужской гонки Гран-при Плюмлека — Морбиана.

## История
Гонка была создана в 2011 году под названием Гран-при Плюмлека — Морбиана (фр. Grand Prix du Plumelec Morbihan) и сразу вошла в календарь женского Кубка Франции в котором проводилась до 2015 года включительно.
В 2014 году стала проводиться в рамках Женского мирового шоссейного календаря UCI. В 2020 году сменила своё название на нынешнее и в то же время была отменена из-за пандемии COVID-19.
Маршрут гонки проходит в департаменте Морбиан и состоит из двух кругов. Изначально он проходил в окрестностях коммуны Плюмлек и состоял из двух кругов большого (14 км) и малого (8 км) имеющих общую часть и преодолеваемых по 5 раз каждый, финиш располагался на вершине Côte de Cadoudal (1,4 км и 5,6%). С 2020 года маршрут переместился в окрестности коммуны Гран-Шан и стал состоять или из одного круга (16 км) или двух разных (20 км и 8 км) преодолеваемых по нескольку раз. Общая протяжённость дистанции составляет от 100 до 110 км.
Сначала гонка проводилась накануне одноимённой мужской гонки, а с 2013 года в тот же день. С 2015 года накануне неё стала проводиться созданная Классика Морбиана.

## Призёры
| Год  | Победитель            | Второй              | Третий             |          |
| ---- | --------------------- | ------------------- | ------------------ | -------- |
| 2011 | Джули Беверидж        | Шиван Дерван        | Кэрол-Энн Канюэль  |          |
| 2012 | Одри Кордон           | Од Бьянник          | Марион Русс        |          |
| 2013 | Эмманюэль Мерло       | Кэрол-Энн Канюэль   | Мелоди Лесюёр      |          |
| 2014 | Одри Кордон           | Элиза Лонго Боргини | Шарлотта Бравар    |          |
| 2015 | Шейла Гутьеррес       | Сандрин Бидо        | Маюко Хагивара     |          |
| 2016 | Рэйчел Нейлан         | Кристине Маерус     | Элиза Дельзенн     |          |
| 2017 | Эшли Молман           | Алёна Омелюсик      | Шара Гиллоу        |          |
| 2018 | Эшли Молман           | Малгожата Ясинска   | Ане Сантестебан    |          |
| 2019 | Сесилие Уттруп Лудвиг | Мави Гарсия         | Шейла Гутьеррес    |          |
| 2020 | отменено              | отменено            | отменено           | отменено |
| 2021 | Кьяра Консонни        | Шарлотта Кол        | Сильвия Дзанарди   |          |
| 2022 | Элли Уолластон        | Виттория Гуаццини   | Грейс Браун        |          |
| 2023 | Грейс Браун           | Седрин Кербаоль     | Доминика Влодарчик |          |
| 2024 | Сильвия Персико       | Виктуар Берто       | Марта Лах          |          |
| 2025 | Элеонора Гаспаррини   | Элис Чаббей         | Ségolène Thomas    |          |